# ئی‌ام‌دی اف۶۹پی‌اچ‌ای‌سی
ئی‌ام‌دی اف۶۹پی‌اچ‌ای‌سی (انگلیسی: EMD F69PHAC) یک لوکوموتیو دیزلی ساخت شرکت الکترو-موتیو دیزل و زمینس بوده است.
این لوکوموتیو که در ژوئن ۱۹۸۹ تولید شده دارای ۱۲ سیلندر، ۳۰۰۰ اسب بخار توان خروجی و ۱۷۷ کیلومتر در ساعت سرعت نهایی بوده است.